# Bramble Peak
Bramble Peak är en bergstopp i Antarktis. Den ligger i Östantarktis. Nya Zeeland gör anspråk på området. Toppen på Bramble Peak är 2 560 meter över havet, eller 445 meter över den omgivande terrängen. Bredden vid basen är 1,9 km.
Terrängen runt Bramble Peak är huvudsakligen kuperad, men åt nordväst är den bergig. Trakten är obefolkad. Det finns inga samhällen i närheten. 